# 가타오카촌 (군마현)
가타오카촌(일본어: 片岡村)은 일본 군마현의 중부, 군마군에 속했던 촌이다.

## 역사
- 1889년 4월 1일 - 정촌제 시행에 의해 니시군마군 가타오카촌이 성립하였다.
- 1896년 4월 1일 - 가타오카군과 합병해 군마군에 소속되었다.
- 1927년 4월 1일 - 쓰카사와촌과 함께 다카사키시에 편입되었다.

## 참고 문헌
- 角川日本地名大辞典編纂委員会, 『角川日本地名大辞典 10 群馬県』1988, 角川書店